# Micrathyria pseudeximia
Micrathyria pseudeximia is een libellensoort uit de familie van de korenbouten (Libellulidae), onderorde echte libellen (Anisoptera).
De wetenschappelijke naam Micrathyria pseudeximia is voor het eerst geldig gepubliceerd in 1992 door Westfall.